# Geneviève Böhmer
Pour les articles homonymes, voir Böhmer.
 (février 2017).
Si vous disposez d'ouvrages ou d'articles de référence ou si vous connaissez des sites web de qualité traitant du thème abordé ici, merci de compléter l'article en donnant les références utiles à sa vérifiabilité et en les liant à la section « Notes et références ».
Geneviève Böhmer, née le 30 avril 1928 à Cravanche et morte le 27 juillet 2016 à Décines-Charpieu, est une sculptrice française.

## Biographie

### Enfance
Geneviève Böhmer naît à Cravanche (territoire de Belfort) le 30 avril 1928. Elle grandit dans une famille nombreuse puisque sa mère est l’aînée d'une fratrie de neuf enfants où Geneviève est accueillie comme la dixième, seule la grand-mère est la mère de tous. Elle connaît une enfance sans contrainte, elle est libre de découvrir la forêt proche de Cravanche. Dans cette ville ouvrière, la famille travaille dans une firme de coton. Un des gendres de la famille, qui va être son parrain, est ouvrier peintre et va grandement l'influencer. Elle découvre la pratique artistique en utilisant des poudres colorées pour ses premiers essais plastiques et en peignant sur les murs extérieurs de la maison avec de l’eau dans une boîte de conserve.
Durant l’exode de 1940, elle fuit avec sa mère. Elles font une halte à Lyon, ville où s'accumulent les réfugiés, et y trouvent un pauvre logement rue Raulin (7e arrondissement). Son quartier est bombardé, elles en sont épargnées mais cet événement va la marquer. Finalement, elles s'installent définitivement à Lyon où Geneviève Böhmer va rester pour y faire carrière.

### Formation
Elle est scolarisée dans l'école voisine où ses professeurs remarquent ses dons pour le dessin et la peinture et l'encouragent a poursuivre sa pratique artistique. Sa mère souhaite l'aider et, malgré les difficultés financières, l'inscrit à l'école des beaux-arts de Lyon en 1945 où elle rencontre notamment Jacques Truphémus. Par la suite, elle s'inscrit à des cours de modèle vivant et à des ateliers de modelage. Durant ces années, elle développe son esprit critique et s'intéresse au patrimoine culturel qui avait été éloigné des préoccupations pendant les années d'Occupation. Elle était surnommée par ses camarades Tulipe, du nom de sa fleur préférée. Elle est diplômée en juin 1951 et obtient le prix Chenavard.
Elle décide de devenir sculpteur lorsqu'elle trouve un travail chez un fabricant d'articles religieux. Elle est employée à la maison Batini dans le Vieux-Lyon pour reproduire des modèles de statuettes . Elle y apprend le modelage, les longues opérations de moulage et la façon de les colorer. Ces acquis seront réemployés dans ses futures créations tout au long de sa carrière.

### Carrière artistique
Après ces années d'apprentissage, Geneviève Böhmer acquiert un atelier personnel près du quartier Saint Georges pour y développer ses projets artistiques mais à cause du manque d'argent, elle doit abandonner la sculpture de 1954 aux années 1960. Durant cette période, elle travaille pour gagner sa vie en étant employée comme secrétaire ou maîtresse d'internat. Finalement, elle est embauchée pour être professeure de dessin dans un collège et envisage de reprendre ses projets artistiques. Dès 1967 elle se remet à la pratique de la sculpture et transforme son logement rue Créqui à Lyon en atelier, elle n'a pas perdu son inspiration et revient avec des fleurs colorées. Sa première œuvre exposée au Salon du Sud-Est en 1968 est intitulée Fleurs joyeuses, la joie et le dynamisme y sont traduits par le mouvement et par les couleurs vives. Sa personnalité est reflétée au travers d'un langage directement perceptible par les spectateurs. Le travail de Geneviève Böhmer maîtrise les techniques de sculpture en plâtre soit par moulage sur nature à partir de modèles vivants pour les corps humains, soit par moulage en plâtre pour des feuilles et des végétaux,. Sa pratique rompt avec celle des autres sculpteurs de l’époque et crée dans le milieu artistique lyonnais à la fois la surprise, par le choix des thèmes abordés, et l'admiration, en raison de la perfection des moulages. Le plâtre reste toute sa vie son matériau de prédilection. Alors que le courant qui primait durant ces années était celui de l’abstraction, Geneviève Böhmer adopte un style « optimiste et baroque », composé souvent de feuilles moulées et abordant des thèmes où la femme est dévoilée de façon intime . Elle déclare : « Je suis passionnée par ce travail, je vole la vie. C’est fabuleux ! Je donne l’éternité au frémissement de la feuille, de la fleur, ou de la peau… C’est fou du moins je le crois ». Elle commence sa sculpture La Vie (1970), une œuvre monumentale de plus de deux mètres de haut, qui est un ensemble singulier conservée au musée des beaux-arts de Lyon dès 1974. Pour cela, elle utilise des moulages de ballons ou des fourrages en papier dont elle modifie la forme à la main et qu’elle colore. Dans le même temps, elle entre à la galerie L’œil écoute de Janine Bressy et se lie d'amitié avec Henri Ughetto.
Son succès est notable, lors du Salon du Sud-Est de 1969, elle est vivement encouragée par les critiques, notamment René Deroudille. Ce dernier, à la recherche de nouveaux talents lyonnais, déclare dans le journal Tout Lyon du 4 décembre 1969 : « Attirons l’attention de nos lecteurs sur les plâtres peints de Böhmer séduite par le tonus et la gaité des créations pop ». Il qualifie son travail de « dynamique et ludique » grâce à ses choix de couleurs qui permettent, selon lui, d'apporter à l'œuvre une « résonance plus personnelle ». Le critique suit l’évolution de Geneviève Böhmer au cours de sa carrière et étudie ses œuvres qu’il présente dans de nombreux textes qu’il lui a consacré. Malgré une impression de simplicité et de légèreté, ses sculptures sont longues à exécuter et minutieuses, elles prolifèrent de détails. Ce travail est notamment visible dans une œuvre intitulée La dame aux camélias (1974-1975), ce moulage a nécessité la création une par une de plus de cent cinquante feuilles de camélia. L'artiste dit de son œuvre : « Chaque fleur est faite à force d’astuce, le moulage sur nature étant impossible. Le tout ne garde pas trace d’effort et tient ensemble le plus naturellement du monde ! ».
Malgré les demandes de réalisation d'œuvres, sa production est limitée à cause de son travail de professeure et de la taille de la porte de son atelier qui lui impose des dimensions à ne pas dépasser pour ses sculptures. Ce n’est qu’à partir de 1980 qu’elle choisit de diminuer le nombre d’heures de ses cours pour pouvoir avancer à ses longues créations qu’elle exécute dans un ancien atelier artisanal de Villeurbanne.
Elle reçoit plusieurs commandes publiques de la part de différentes villes du Grand Lyon pour des œuvres exposées en extérieur. Elle a alors recours à la fonte en bronze à cire perdue comme pour Le Buisson ardent  (fontaine pour la place Guichard à Lyon, 1981), La Fanny (clos Jouve à Lyon, 1987), La Vénissieuse (fontaine pour la place de l'hôtel de ville de Vénissieux, 1990), ou encore Le Génie donateur (Rillieux-la-Pape).
Geneviève Böhmer meurt le 27 juillet 2016 à Décines-Charpieu,,,.

## Œuvres dans l'espace public
- Le Buisson ardent, 1981, fontaine en bronze, Lyon, place Guichard (3ème arrondissement) : La sculpture centrale en forme de cylindre est composée de différentes pièces moulées, fondues et soudées ensemble. Le motif de la feuille, que l'on retrouve souvent dans les œuvres de Geneviève Böhmer, est ici foisonnant et laisse apercevoir à certains endroits des parties de corps humains féminins et masculins comme des torses ou des fesses. Le visage et le bras d'une femme, qui à l'origine était articulé, émergent d'un côté de la sculpture et distribuent "le baiser de l'artiste". La plasticienne ORLAN a servi de modèle pour le visage et l'artiste lui rend hommage dans cette sculpture. Elle dédicace aussi cette fontaine à d'autres personnes dont elle grave le nom sous l'inscription : "avec la présence bien aimée, réelle ou imaginaire"[11],[12]. Cette fontaine rencontre du succès et est notamment qualifiée par le critique René Deroudille de « surprenante, dynamique, joyeuse »[5].
- La Fanny, 1987, bronze, Lyon, clos Jouve (4e arrondissement) : Cette œuvre en bronze est une sphère composée d'écritures qui laissent apparaitre une sculpture à l'intérieur, cette dernière est une rose avec un cœur en fesses. La sculpture rend hommage aux "femmes culottées de l'histoire" dont les prénoms sont inscrits sur les pétales de la fleur. Geneviève Böhmer y exprime son désir de mettre en avant les femmes de façon engagée et audacieuse[13].
- La Vénissieuse, 1990, fontaine en bronze, Vénissieux, place de la Paix : La sculpture représente une Vénus souriante tenant dans sa main droite le masque d'une femme pleurant tous les chagrins du monde. Cette fontaine en bronze est un hommage aux femmes de la ville de Vénissieux, des noms de certaines d'entre-elles sont gravés au dos. Elle porte l'inscription : « Gaudriolant mes toutes belles, vivons notre bon plaisir, jamais nous n’épuiserons la dette de l’histoire envers nous. »[11].
- Le Génie donateur, 1985, bronze, Rillieux-la-Pape, avenue de l'Europe : Le Génie donateur est un personnage ailé sortant d'un coffre qui tend une corne d'abondance. Cette sculpture réalisée à taille humaine montre une allégorie d'un adolescent piégé dans sa jeunesse[11].